# Kitakyūshū

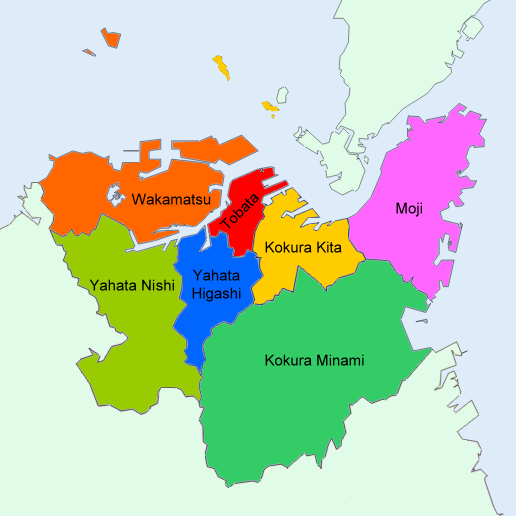
Kitakyūshūs stadsdelar

Kitakyūshū (japanska: 北九州市?, Kitakyūshū-shi) är en stad i Fukuoka prefektur, Japan, belägen på norra spetsen av Kyūshū vid Kanmon Kaikyō, sundet mellan Kyūshū och Honshu.

## Historia
Den dåvarande staden Kokura, som idag är en del av Kitakyūshū var det primära målet för USA:s andra atombomb under andra världskriget. På grund av dålig sikt över Kokura på morgonen 9 augusti 1945 styrde dock bombplanet Bockscar vidare mot det sekundära målet Nagasaki där bomben Fat man fälldes.
Kitakyūshū (Nord-Kyushu) bildades i februari 1963 genom sammanslagning av de tidigare städerna Moji, Kokura, Wakamatsu, Yahata och Tobata.

## Administrativ indelning
Kitakyūshū är sedan 1963 en av landets tjugo signifikanta städer med speciell status (seirei shitei toshi). 
och delas som sådan in i ku, administrativa stadsdelar. Kitakyūshū består av sju sådana stadsdelar.
|                   |          | Invånare 1 oktober 2015 | Area (km²) |
| ----------------- | -------- | ----------------------- | ---------- |
| Kokura Kita-ku    | 小倉北区 | 182 007                 | 39,23      |
| Kokura Minami-ku  | 小倉南区 | 212 933                 | 171,74     |
| Moji-ku           | 門司区   | 99 677                  | 73,67      |
| Tobata-ku         | 戸畑区   | 59 137                  | 16,61      |
| Yahata Higashi-ku | 八幡東区 | 68 891                  | 36,26      |
| Yahata Nishi-ku   | 八幡西区 | 256 289                 | 83,13      |
| Wakamatsu-ku      | 若松区   | 82 881                  | 71,31      |

## Näringsliv
Kitakyūshū är en av Japans viktigaste industristäder. Den har varit känd som en stålverksstad sedan öppnandet av det statliga stålverket i Yahata, men staden har nu en uttalad strategi att få mer högteknologisk industri att etablera sig.

TOTO grundat 1917, världens största toalettillverkare, som gjort japanska högteknologiska toaletter vida kända genom sina washlet, har sitt säte i Kitakyushu.
Kartföretaget Zenrin som grundades i Beppu, Oita 1948 har numer sitt huvudkontor i Kitakyūshū.

## Kommunikationer

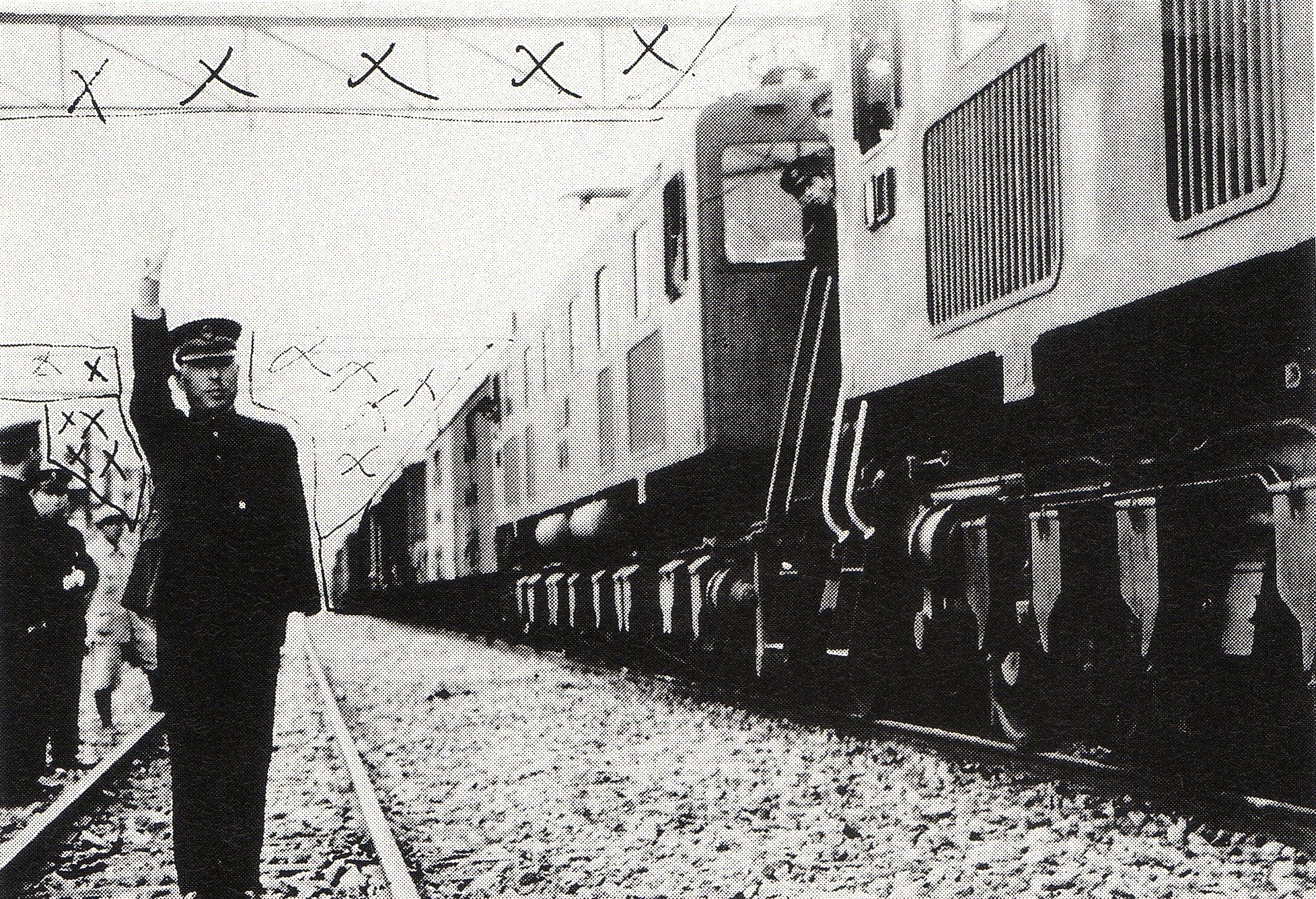
Det första tåget genom Kanmontunneln flaggas av 1942. Kryssen på bilden är från censuren under andra världskriget.

Två av Japans huvudöar sammanbinds mellan Kitakyūshū på Kyūshū och Shimonoseki på Honshu av tre tunnlar och en bro under och över Shimonosekisundet. Den första som byggdes var Kanmontunneln. Den är världens första tunnel som byggdes under havet och består av två separata tunnlar med vardera ett spår smalspårig järnväg. De byggdes under åren 1936-1944 och de flesta vid den tiden kända tunnelbyggningstekniker användes. En tvåfilig vägtunnel färdigställdes 1958 och den drygt kilometerlånga sexfiliga motorvägsbron Kanmonkyō över 1973. Senast byggdes en till järnvägstunnel för Sanyo Shinkansen 1975. Den går under stora delar av både Shimonoseki och Kitakyūshū och är 18,7 km lång.
Nishitetsu drev tidigare spårvagnssystem i flera av de städer som kom att bilda Kitakyūshū. Staden tillsammans med Nishitetsu med flera bolag gick ihop och byggde en monoraillinje som öppnade 1985 för att ersätta spårvägarna. De flesta spårvägslinjerna avvecklades under 1980- och 1990-talen och den sista försvann 2002.
Kokura station i Kitakyūshū trafikeras av Sanyo Shinkansen. Sanyo Shinkansen som går till Fukuoka på Kyūshū drivs av JR Nishi-nihon. Därigenom har det uppstått en direkt konkurrenssituation mellan de två JR-bolagen JR Nishi-nihon och JR Kyūshū på sträckan Hakata-Kokura. Särskilda Kodamaavgångar, som marknadsförs aggressivt av JR Nishi-nihon, har satts in på denna korta sträcka.
16 mars 2006 öppnade Kitakyūshū airport, en internationell flygplats byggd på en konstgjord ö 3 km ut i Suo-nada öster om staden.